# 모비게임스

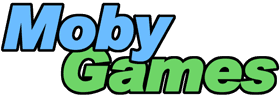
모비게임스의 공식 로고

모비게임스(MobyGames)는 과거와 현재의 컴퓨터 및 비디오 게임을 분류해놓은 웹사이트이다. 이 사이트에는 비디오 게임 정보의 광활한 데이터베이스를 포함하고 있다. 이 웹사이트의 목표는 이 웹사이트의 FAQ에 따라 정의된다.: "게임 대 게임을 기초로 전자 게임 (컴퓨터, 콘솔, 아케이드)에 대한 모든 적절한 정보를 엄밀하게 분류한 뒤, 유연한 조회 및 데이터 수집을 통해 해당 정보를 제공하는 것. 일반인에게는 거대한 데이터베이스이다." 2012년 3월 1일 기준으로 이 분류는 113개의 게임 플랫폼과 63,000개 이상의 게임 항목을 포함하고 있다. 2010년에는 (인수 가격은 알려지지 않았으나) 게임플라이에 인수되었다.